# Ansarul islam
Ansarul islam (Islams försvarare) är en väpnad islamistisk grupp bland fulanifolket i Burkina Faso, bildad av imamen Ibrahim Malam Dicko. .